# Franco-Terre-Neuviens
Le terme Franco-Terre-Neuviens-et-Labradoriens désigne les francophones qui vivent dans la province canadienne de Terre-Neuve-et-Labrador.

## Histoire

Carte des communautés franco-terreneuviennes.

Depuis le XVIe siècle, les pêcheurs venues de la France pêchent autour de Terre-Neuve. 
Au XVIIe siècle, les Français établissent des colonies aux criques de la baie de Plaisance et de la baie Fortune. Ils s'installent également sur la côte-nord de l'île tandis que les Basques utilisent la côte-ouest. 
Les pêcheurs francophones et les pêcheurs anglophones s'entendent bien, mais la France et l'Angleterre revendiquent toutes les deux pour Terre-Neuve et se livrent à de nombreuses guerres pour l'obtenir (incluant la campagne de la péninsule d'Avalon, lorsque les forces françaises brûlent les colonies anglaises de la péninsule d'Avalon). 
Le traité d'Utrecht oblige la France à abandonner ces colonies sur l'île et reconnaitre la souveraineté britannique sur celle-ci ; cependant, les Français se voient accorder la côte française (entre le cap Bonavista et la pointe Riche) où ils sont autorisés à pêcher. 
La plupart des colons français de Terre-Neuve partent et se rendent à l'Île-Royale. Le traité de Paris, signé entre les Britanniques et les Français en 1763, qui cède Saint-Pierre-et-Miquelon de Terre-Neuve à la France. 
Lorsque les colons anglais commencent à s'installer dans la Baie Bonavista et dans la baie Notre-Dame (toutes les deux faisant partie de la côté française), l'emplacement de la côté française a été déplacé entre le cap Saint-Jean et le cap Ray. La France continue à pêcher le long de la côté française jusqu'en 1904.
Bien que la France n'ait pas été autorisée à établir des colonies sur la côté française, certains Français ont tout de même migré dans la région. Les migrants venaient de la France et de Saint-Pierre, tandis que certains Acadiens s'installaient également sur le rivage. 
La plus forte concentration des colonies françaises se trouvait à la baie Saint-Georges. Certains Micmacs se sont installés aux côtés des Français (de nombreux Micmacs avaient des ancêtres acadiens) ; cependant, beaucoup d'entre eux ont caché leur héritage et ceux-ci se sont assimilés aux Français.
Au XIXe siècle, de nombreux colons anglais et irlandais sont arrivés sur la côte ouest ainsi qu'ils ont vécu aux côtés des Français. De nombreux Français cachaient leurs origines françaises et utilisaient souvent des noms anglais (des noms tels que "Benoît", "Aucoin", "Leblanc" and "Lejeune" became "Bennett", "O'Quinn", "White" and "Young").
La Fédération des francophones de Terre-Neuve et du Labrador est créée en 1973 avec comme objectif de représenter, défendre et promouvoir les droits et les intérêts de la communauté francophone de la province. En partenariat avec ces cinq associations membres, la Fédération initie de nombreux efforts communautaires, dont l’ouverture de la première école francophone à La Grand'Terre et d’un journal francophone en 1984, la reconnaissance, par le gouvernement provincial, du droit des francophones à un conseil en 1996, et la signature par le gouvernement provincial d'un décret faisant officiellement du 30 mai la Journée de la francophonie terre-neuvienne-et-labradorienne scolaire francophone provinciale en 1999. 

## Langue
Il s'agit désormais d'une minorité franco-canadienne qui défend son identité basée sur des caractéristiques linguistiques et culturelles propres.
Historiquement, les Franco-Terre-Neuviens étaient associés au dialecte français de Terre-Neuve. Cependant aujourd'hui, ce dialecte est en voie de disparition et la plupart des francophones de la province parlent désormais soit le français acadien, en raison de l'influence des provinces maritimes, soit le français québécois, qui est le principal dialecte de l'enseignement du français dans les écoles.
La majorité des Franco-Terre-Neuviens ont leur vie quotidienne partiellement où principalement en anglais, en raison de leur statut d'une petite minorité dans une province majoritairement anglophone. 
Lors du recensement canadien de 2021, seulement 2 215 personnes (0.4% de la population) ont identifié le français comme leur langue maternelle, tandis que 25 945 (5.1% de la population) ont identifié une connaissance du français et de l'anglais.
Tony Cornect qui a été un député de la circonscription provinciale du Port-au-Port à l'Assemblée législative de Terre-Neuve-et-Labrador de 2007 à 2015, est devenu le premier député pour avoir prêter serment en français à l'Assemblée législative de cette province maritime en 2007.

## Arts et culture
La principale organisation politique et sociale de la communauté est la Fédération des Francophones de Terre-Neuve et du Labrador. Son réseau des arts et culture, le Réseau culturel francophone de Terre-Neuve-et-Labrador (RCFTNL), favorise l'épanouissement de la vie artistique et culturelle et participe à sa construction identitaire de la communauté francophone de la province depuis 2007.

### Cinéma
En 2022, la première compagnie de production francophone de la province, Sibelle Production, produit la première série télé en français à Terre-Neuve-et-Labrador. La websérie, intitulée Justine à St. John’s, fait partie d’un programme de chaîne TV5 ayant pour but d’encourager le développement de séries en milieux francophones minoritaires. La série met en vedette l’actrice Lara Odemard, la scénariste Nathalie Javault et le producteur Xavier Georges.

### Médias
Le Gaboteur est le seul journal francophone de Terre-Neuve-et-Labrador. Fondé le 5 octobre 1984 sous l’initiative de la Fédération des francophones de Terre-Neuve et du Labrador, le journal indépendant est publié 20 fois par an pour servir la communauté francophone de la province.
Les réseaux Radio-Canada, TVA, V et Télé-Québec sont distribués par câble et satellite.

### Littérature
La littérature francophone à Terre-Neuve-et-Labrador, bien que peu institutionnalisée, est portée par des auteurs engagés qui écrivent en français et enrichissent le paysage littéraire local. Parmi les écrivains francophones notables, Françoise Enguehard a publié Les litanies de l’Île-aux-Chiens et L’archipel du docteur Thomas, ce dernier ayant remporté le prix des lecteurs de Radio-Canada en 2010. Michel Savard, lauréat du Prix du gouverneur général en poésie pour Forages, est également l’auteur du roman jeunesse Intrigues à St. John’s. Marcella Cormier a écrit plusieurs ouvrages destinés à la jeunesse, dont Le rêve chéri du petit garçon pêcheur – l’histoire d’Émile Benoit et Tu peux m’appeler Théophile.
Plusieurs écrivains anglophones de Terre-Neuve-et-Labrador ont vu leurs œuvres traduites en français. Lisa Moore, Kathleen Winter et Michael Crummey figurent parmi les auteurs terre-neuviens anglophones dont les livres ont été publiés en français par des maisons d’édition québécoises. 
En novembre 2022, la province voit son premier festival littéraire francophone. Mettant à l’honneur les artistes locaux, le festival compte des ateliers en écoles francophones, des discussions, des spectacles et des salons du livre dans les communautés francophones de la région, incluant Saint-Jean, Happy Valley-Goose Bay, Corner Brook, Cap-Saint-Georges, La Grand’Terre et Fermont. La seconde édition a eu lieu en novembre 2024 avec un accent sur les ateliers pour les six écoles francophones de la province. 

### Musique
La musique traditionnelle francophone de Terre-Neuve-et-Labrador est enracinée dans la culture des descendants français et acadiens de la baie Saint-Georges et de la presqu’île de Port-au-Port. Elle reflète une riche tradition orale transmise de génération en génération. Principalement composée de chansons non accompagnées et de musique instrumentale jouée au violon, à l’accordéon et parfois à l’harmonica, elle rythmait autrefois les veillées, les rassemblements et le travail quotidien. Les chansons, souvent longues et d’origine française ou acadienne, étaient considérées comme la propriété de certaines familles et se transmettaient avec soin. Des figures marquantes comme la chanteuse Joséphine LaCosta et le violoniste Émile Benoit ont contribué à préserver ce patrimoine musical unique, qui témoigne de la résilience culturelle des Franco-Terre-Neuviens face aux forces assimilatrices. La musique des communautés franco-terre-neuviennes bénéficie d’une présence culturelle accrue en dehors de la communauté. Les chansons et les airs traditionnels ont été repris par des artistes anglophones tels Wonderful Grand Band, Figgy Duff, Anita Best et Great Big Sea. Des musiciens contemporains de la péninsule, notamment Félix et Félix, Mélanie Samson et Mark Cormier, feront carrière avec leurs chansons traditionnelles dans la province et ailleurs au Canada.  
Les chansons traditionnelles francophones de Terre-Neuve-et-Labrador sont un point d’intérêt auprès des communautés académiques et des chercheurs universitaires. Dans sa quête de chansons folkloriques anglaises à Terre-Neuve, l’ethnomusicologiste canadien Kenneth Peacock a collecté plusieurs chansons françaises dans les régions de la péninsule de Port au Port et la vallée de Codroy dans les années 1950 et 1960. À l'Université Memorial, le Centre d'études franco-terreneuviennes (CEFT), fondé en 1975 par Gérald Thomas sous l'égide du Département de français et d'espagnol de l'Université Memorial, a collecté un nombre important de chansons folkloriques de la population francophone de Port-au-Port. Une compilation de ses chansons a été publiée sous le catalogue Songs Sung by French Newfoundlanders en 1978.  
La Rose des Vents est une chorale francophone basée à Saint-Jean. Fondée en 1996, elle regroupe les adultes francophones et francophiles de la région. La chorale interprète des chants traditionnels terre-neuviens et des chansons contemporaines en français.  
Le 30 mai 2023, la Fédération des francophones de Terre-Neuve et du Labrador dévoile le nouvel hymne communautaire francophone de Terre-Neuve-et-Labrador. La chanson composée par Sabrina Roberts a pour but de représenter les communautés francophones de la province. 
En 2023, l’association musicale provinciale MusicNL crée une nouvelle catégorie francophone aux MusicNL Awards. Le prix L’Artiste/Groupe Francophone de L’Année est offert aux artistes francophones et francophiles de la scène musicale terre-neuvienne-et-labradorienne. Les artistes nommés à ce prix incluent Adrian House, Ben’s Ekman Spiral, Liz Fagan Band, Louise Gauthier et Port-Aux-Poutines.

## Drapeau franco-terre-neuvien-et-labradorien

Drapeau franco-terre-neuvien-et-labradorien.

Le drapeau franco-terre-neuvien-et-labradorien est basé sur le drapeau tricolore français et acadien, avec les trois panneaux inégaux bleu, blanc et rouge. Deux voiles jaunes se sont placées sur la ligne entre les panneaux blanc et rouge. Les couleurs bleu, blanc et rouge représentent les origines françaises de la collectivité francophone de Terre-Neuve-et-Labrador, et le jaune est la couleur de l’Acadie et la couleur utilisée par les ancêtres français pour colorer leur fleur de lys. Les deux voiles, commémorant l'arrivée des ancêtres français, sont gonflées afin de démontrer l’action de la communauté francophone : toujours de l’avant. La haute voile est décorée d'une branche d'épinette noire, l'emblème du Labrador, et la grande voile d'une sarracénie pourpre, l'emblème floral de la province.
Avec l'approbation de la construction d’une école francophone à La Grand’Terre, sur la péninsule de Port-au-Port, en 1985, le désir d’avoir un drapeau pour la francophonie provinciale s'est incarné sous forme d'un concours lancé par la Fédération des francophones de Terre-Neuve et du Labrador. Le drapeau conçu par Lily Fortin, Trifluvienne résidente de Saint-Jean et coordonnatrice à l’Association communautaire francophone de Saint-Jean, fut adopté le 5 octobre 1986 par les membres de la Fédération des francophones de Terre-Neuve et du Labrador lors de leur assemblée annuelle à Corner Brook parmi huit maquettes suggérées. Le drapeau est hissé pour la première fois à La Grand’Terre le 30 mai 1987, lors de la première pelletée de terre du site où l’école francophone allait être construite.
Le drapeau franco-terre-neuvien-et-labradorien est hissé pour la première fois à l'Assemblée législative de la province le 30 mai 1992. Cet événement constitue une étape décisive pour la communauté francophone de Terre-Neuve-et-Labrador, qui obtient ainsi la reconnaissance de ses droits par le gouvernement provincial.

## Personnalités franco-terre-neuviennes-et-labradoriennes
- Émile Benoît (chanteur)
- Tony Cornect (homme politique)